# 屈西
屈西（法語：Cucy，法語發音：[kysi]）是法国上萨瓦省的一个市镇，位于该省西南部，和萨瓦省接壤，属于阿讷西区。

## 地理
屈西（45°45'54"N, 6°1'50"E）面积17.43 平方千米，位于法国奥弗涅-罗讷-阿尔卑斯大区上萨瓦省，该省份为法国东部省份，历史上为薩伏依的一部分，北与瑞士接壤，西接安省，南至萨瓦省，东与瑞士和意大利接壤。
与屈西接壤的市镇（或旧市镇、城区）包括：阿里特、圣乌尔斯、阿莱沃、谢纳-莱弗拉斯、格吕菲、埃里叙拉尔比。
屈西的时区为UTC+01:00、UTC+02:00（夏令时）。

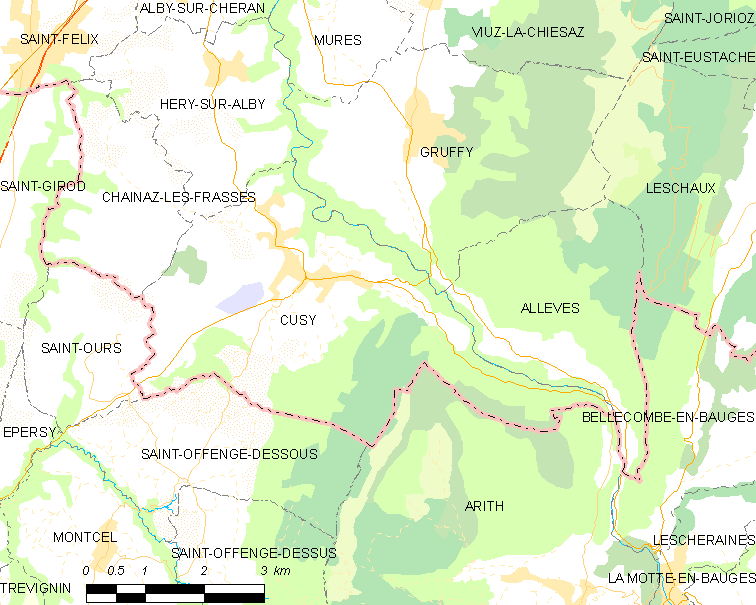
屈西的OSM定位图

## 行政
屈西的邮政编码为74540，INSEE市镇编码为74097。

## 政治
屈西所属的省级选区为吕米伊县。

## 交通
上萨瓦省省道D3线、D253线和D911线经过屈西境内，有客运巴士前往省会阿讷西。

## 人口

1962-2008年间屈西人口变化图示

屈西于2022年1月1日时的人口数量为1855人。